# Фейгіїт
Фейгіїт (рос. фейгиит, фейхиит; англ. faheyite; нім. Faheyit m) — мінерал, водний фосфат берилію, тривалентного заліза та манґану.
Названий на честь американського петрографа Дж. Фейгі (J.J.Fahey), M.L.Lindberg, K.J.Murata, 1952.
Синоніми: фейєїт.

## Опис
Хімічна формула:
- 1. За Є. Лазаренком: (Mn, Mg, Na)Fe23+Be2[PO4]4.6H2O.
- 2. За К.Фреєм та «Fleischer's Glossary» (2004): (Mn, Mg)Fe23+Be2[PO4]4.6H2O.

Склад у % (з родов. Сапукай, Бразилія): MnO — 5,99; MgO — 1,14; Na2O — 0,84; Fe2O3 — 21,42; BeO — 7,26; P2O5 — 38,11; H2O — 14,9. Нерозч. залишок — 9,44. Домішки: Al2O3.
Сингонія гексагональна. Дигексагонально-дипірамідальний вид. Утворює голчасті кристали, часто згруповані у волокнисті пучки і розеткоподібні аґреґати. Спайність досконала. Густина 2,66. Тв. 2. Колір білий, голубуватий, коричневий. Супутні мінерали: гюроліт, мораесит.

## Розповсюдження
Знайдений у вторинних порожнинах альбітизованого пегматиту Сапукай (шт. Мінас-Жерайс, Бразилія). Рідкісний.